# 듀크 래건
듀크 래건(영어: Duke Ragan, 1997년 9월 18일~)은 미국의 권투 선수로 2020년 하계 올림픽 페더급에서 은메달을 획득했다. 또한 
세계 선수권 대회와 팬아메리카 게임에서 은메달을 획득했다.